# Jürgen Sparwasser
Jürgen Sparwasser (né le 4 juin 1948 à Halberstadt, en Saxe-Anhalt) est un footballeur puis entraîneur allemand.
Milieu de terrain, il joue pendant toute sa carrière au 1. FC Magdebourg, de 1966 à 1979. Il remporte avec cette équipe la Coupe d'Europe des vainqueurs de coupe de football en 1974.
Sélectionné 50 fois et ayant marqué 15 buts pour l'Allemagne de l'Est, il est surtout médiatisé lors de la Coupe du monde de football 1974, au cours de laquelle il marque le but victorieux à la 77e minute pour son équipe lors d'une rencontre très politisée face au voisin ouest-allemand.  Il déclare d'ailleurs en 2015 dans le mensuel allemand 11 Freunde (de) que son nom est uniquement associé à cette rencontre et qu'il ne serait pas nécessaire de le graver sur sa sépulture : « S'il est écrit sur ma tombe “Hambourg 1974”, tout le monde saura qui se trouve en dessous ».
Membre de l'équipe olympique en 1972, il remporte la médaille de bronze. 
Contraint à l'arrêt de sa carrière de joueur après une blessure à la hanche, il est entraîneur avec l'Eintracht Francfort en 1988 et 1989 et avec le SV Darmstadt 98 en 1990 et 1991.

## Palmarès
- Champion de RDA 1972, 1974, 1975
- Coupe de RDA 1969, 1973, 1978, 1979
- Coupe d'Europe des Vainqueurs de Coupe 1974
- Médaille de Bronze aux Jeux Olympiques 1972
- Participation à la Coupe du monde de football 1974 où il joue six fois

## Héros et traître à la patrie
Le fait d'avoir marqué le but lors de la Coupe du monde de football 1974 aurait dû faire de lui un symbole de la République démocratique allemande, la RDA, État communiste sous l'aile de l'URSS. Mais de retour au pays, lui et ses coéquipiers considérés comme des héros par la SED, sont sifflés lors des matches avec leurs clubs, le public jaloux soupçonnant à tort que les autorités est-allemandes les aient gâté en leur donnant une maison, une voiture et beaucoup d'argent en prime pour leur exploit. En 1988, il profite de sa participation à un tournoi de bienfaisance disputé entre d'anciens joueurs à Sarrebruck en Allemagne de l'Ouest, pour fuir la RDA et « passer à l'ouest » : le héros même pas consacré est devenu un traître à la nation, un an avant la chute du mur de Berlin.